# Kirsten Lee Clark
Kirsten Lee Clark (* 23. April 1977 in Raymond, Maine) ist eine ehemalige US-amerikanische Skirennläuferin. Ihre stärksten Disziplinen waren die Abfahrt und der Super-G, daneben fuhr sie auch im Riesenslalom. Clark gewann die Silbermedaille im Super-G bei den Weltmeisterschaften 2003 und erreichte im Weltcup einen Sieg und weitere sieben Podestplätze.

## Biografie
Erste Erfolge feierte Clark Mitte der 1990er-Jahre in FIS-Rennen und im Nor-Am Cup. Bei Juniorenweltmeisterschaften, an denen sie dreimal teilnahm, war ihr bestes Ergebnis ein fünfter Platz in der Abfahrt 1996. Die ersten Punkte im Weltcup gewann Clark am 18. Januar 1997 mit Platz 29 im Riesenslalom von Zwiesel. Wenig später nahm sie an den Weltmeisterschaften 1997 in Sestriere teil, wo sie 24. im Super-G wurde, aber im Riesenslalom ausschied. Im Dezember 1997 kam Clark mit dem zwölften Platz im Weltcup-Super-G von Val-d’Isère erstmals an die Weltspitze heran, doch vorerst blieb dies ihr einziges Top-20-Ergebnis im Weltcup. Innerhalb des US-Teams qualifizierte sie sich für die Olympischen Winterspiele 1998 in Nagano, wo sie 18. in der Kombination und 28. in der Abfahrt wurde, im Super-G aber ausschied. Bei den Weltmeisterschaften 1999 in Vail/Beaver Creek wurde sie 16. in der Abfahrt und 22. im Riesenslalom. Am Ende der Saison 1998/1999 kam sie auch im Weltcup wieder zweimal unter die schnellsten 20.
Am 10. Februar 2000 fuhr Clark als Neunte der Abfahrt von Santa Caterina erstmals im Weltcup unter die schnellsten zehn. Nach zwei weiteren Top-10-Ergebnissen in der Weltcupsaison 2000/01 sowie guten Ergebnissen bei den Weltmeisterschaften in St. Anton am Arlberg (Neunte im Super-G, Zehnte in der Kombination und Zwölfte in der Abfahrt) feierte sie am 24. Februar 2001 mit ihrem ersten und einzigen Weltcupsieg in der Abfahrt von Lenzerheide ihren bis dahin größten Erfolg. Im Winter 2001/02 erzielte Clark mit mehreren Top-10-Platzierungen und einem Podestplatz (Dritte im Super-G von St. Moritz) ähnliche Weltcupergebnisse wie im Vorjahr. Bei den Olympischen Winterspielen 2002 in Salt Lake City wurde sie 12. in der Abfahrt, 14. im Super-G und 26. im Riesenslalom.
Der endgültige Durchbruch an die Weltspitze gelang Clark in der Saison 2002/03. Zwar gelang ihr kein Sieg, doch sie fuhr in vier Weltcupabfahrten auf das Podest (bestes Resultat war der zweite Platz in Cortina d’Ampezzo) und in den Disziplinen Super-G und Abfahrt weitere sechsmal unter die schnellsten zehn, womit sie Dritte im Abfahrtsweltcup, Zehnte im Super-G-Weltcup und Neunte im Gesamtweltcup wurde. Höhepunkt der Saison waren die Weltmeisterschaften 2003 in St. Moritz, wo Clark mit einem Rückstand von nur zwei Hundertstelsekunden auf die Österreicherin Michaela Dorfmeister die Silbermedaille im Super-G gewann. In der Abfahrt kam sie entgegen den guten Weltcupergebnissen nur auf den 19. Platz. In der folgenden Saison 2003/04 fuhr Clark zunächst zweimal auf den dritten Rang (darunter ihr einziger Podestplatz im Riesenslalom) und weitere dreimal unter die schnellsten fünf, ehe sie am 30. Januar 2004 in der Abfahrt von Haus im Ennstal schwer zu Sturz kam. Sie erlitt Kreuzbandrisse in beiden Knien und einen Bruch des Handgelenks. Clark musste sechs Monate pausieren und konnte im August wieder mit dem Schneetraining beginnen.
In ihrer Comebacksaison 2004/05 erreichte Clark im Weltcup mehrmals Resultate um Rang zehn, ebenso bei den Weltmeisterschaften 2005, bei der sie Zehnte im Super-G wurde, in der Abfahrt aber nicht startete. In der Saison 2005/06 konnte sie sich speziell im Super-G steigern. Mit einem vierten Platz in Bad Kleinkirchheim, einem fünften in Aspen und drei weiteren Platzierungen unter den schnellsten zwölf erreichte sie Rang acht im Super-G-Weltcup und damit ihr bestes Weltcup-Gesamtergebnis in dieser Disziplin. Bei den Olympischen Winterspielen 2006 belegte Clark, die sich im selben Jahr ihren siebten und letzten US-Meistertitel sicherte, den 14. Platz im Super-G und Rang 21 in der Abfahrt. Ihr letztes Top-10-Ergebnis erreichte Clark am 3. März 2007 mit Platz acht in der Abfahrt von Tarvis. Insgesamt fuhr sie im Winter 2006/07 in fünf Weltcuprennen unter die besten 15. Bei ihrem letzten Großereignis, den Weltmeisterschaften 2007 in Åre, wurde sie 15. in der Abfahrt und 20. im Super-G. Nach dieser Saison gab sie ihren Rücktritt vom Skirennsport bekannt.

## Erfolge

### Olympische Winterspiele
- Nagano 1998: 18. Kombination, 28. Abfahrt
- Salt Lake City 2002: 12. Abfahrt, 14. Super-G, 26. Riesenslalom
- Turin 2006: 14. Super-G, 21. Abfahrt

### Weltmeisterschaften
- Sestriere 1997: 24. Super-G
- Vail/Beaver Creek 1999: 16. Abfahrt, 22. Riesenslalom
- St. Anton 2001: 9. Super-G, 10. Kombination, 12. Abfahrt, 20. Riesenslalom
- St. Moritz 2003: 2. Super-G, 19. Abfahrt
- Bormio 2005: 10. Super-G
- Åre 2007: 15. Abfahrt, 20. Super-G

### Weltcup
- 8 Podestplätze, davon 1 Sieg:

| Datum            | Ort         | Land    | Disziplin |
| ---------------- | ----------- | ------- | --------- |
| 24. Februar 2001 | Lenzerheide | Schweiz | Abfahrt   |

### Juniorenweltmeisterschaften
- Lake Placid 1994: 26. Riesenslalom, 31. Super-G, 35. Abfahrt
- Voss 1995: 28. Riesenslalom, 37. Slalom, 38. Abfahrt
- Hoch-Ybrig 1996: 5. Abfahrt, 8. Riesenslalom, 10. Super-G

### US-amerikanische Meisterschaften
- 7-fache US-amerikanische Meisterin:
  - 5× Abfahrt (1998, 1999, 2000, 2001 und 2006)
  - 1× Super-G (2000)
  - 1× Kombination (1996)